# لیو خوان
لیو خوان (چینی: 刘欢؛ پین یین: Liú Huān) آهنگ‌ساز و خواننده مرد سرشناس چینی است. او تاریخ موسیقی غرب را در دانشگاه تدریس می‌کند. خوان آهنگ «من و تو» را همراه با سارا برایتمن در افتتاحیه المپیک ۲۰۰۸ پکن اجرا کرده‌است.

## زندگی‌نامه
لیو خوان در ۲۶ اوت ۱۹۶۳ در شهر تیانجین جمهوری خلق چین دیده به جهان گشود. پدر و مادر او هر دو آموزگار بودند. پس از پایان دبیرستان در ۱۹۸۱ وارد دانشگاه روابط بین‌الملل شد و در رشته زبان فرانسه مشغول تحصیل گردید. او همچنین در این مدت بدون اینکه معلمی داشته باشد به فراگیری موسیقی نیز پرداخت و در ۱۹۸۵ توانست یکی از برندگان مسابقه موسیقی دانشگاه شود. جایزه آنها سفری دو هفته‌ای به فرانسه بود. این سفر موقعیتی را برای او به ارمغان آورد تا شناخت خود از موسیقی را گسترش دهد. هنگامی که همراهان لیو سخت مشغول خرید و لذت بردن از مناظر اطراف بودند، او بیشتر وقت خود را در باری کوچک می‌گذراند تا با موسیقی آنجا بیشتر آشنا شده و بتواند از آن الهام گیرد.
لیو خوان اندکی پس از فارغ‌التحصیلی در ۱۹۸۵، برای تدریس به منطقه خودمختار نینگ‌شیا در شمال غربی چین فرستاده شد. سبک موسیقی روستایی مناطق شمالغربی در آن زمان به شدت مورد توجه قرار گرفته بود و آهنگسازان بسیاری از آن تأثیر پذیرفته بودند. این دومین تجربه لیو خوان برای آشنایی با نوع دیگری از موسیقی بود.

## فعالیت‌های هنری
لیو خوان در ۱۹۸۶ در واریته تلویزیون مرکزی چین (سیسیتیوی) با نام «دنیای فیلم» ظاهر شد و آهنگ‌هایی را به زبان انگلیسی همچون روش من ∗ و ترانه متن فیلم‌هایی مانند تهران ۴۳∗ و غازهای وحشی∗ را خواند. این اولین حضور لیو خوان در تلویزیون و استودیوی ضبط بود. در ۱۹۸۷ آهنگ متن اولین سریال تلویزیونی خود را اجرا کرد. استقبال از این آهنگ چنان بود که لیو خوان یک شبه معروف شد. او برخلاف دیگر خوانندگان پاپ که بیشتر با تک آهنگ‌های خود به شهرت رسیده‌اند، با ترانه‌های سریال‌های تلویزیونی شناخته می‌شود.
در ۱۹۸۸، ۱۹۹۰ و ۱۹۹۲ جزو ۱۰ خواننده برتر فیلم و تلویزیون معرفی شد. در ۱۹۹۰ از او دعوت گردید تا آهنگ گنجینه‌های آسیایی ∗ را به همراه دیگر خوانندگان برای یازدهمین دوره بازی‌های آسیایی اجرا کند. در ۱۹۹۳ ترانه شرق آسیا در اوج ∗ را همراه با دیگر خوانندگان برای اولین دوره بازیهای شرق آسیا می‌خواند. در ۱۹۹۴ از او برای شرکت در اجرای ترانه دوازدمین دوره بازی‌های آسیایی که در هیروشیمای ژاپن برگزار می‌گردد دعوت می‌شود. در ۱۹۹۷ آهنگ آغازین سریال تاریخی «آبکنار» ∗، تولید سیسیتیوی را می‌خواند. در همان سال با سونی میوزیک و شانگهای شنگ شیانگ ∗ برای ضبط آلبوم قرارداد می‌بندد. در ۱۹۹۹ جایزه محبوب‌ترین خواننده مرد پاپ فستیوال موسیقی مشترک سیسیتیوی و ام‌تیوی به او اهدا می‌شود.
در سال۲۰۰۰، جایزه هزاره جدید شبکه‌های سیسیتیوی و چنل وی را برای برجسته‌ترین خواننده مرد دریافت می‌کند. در همین سال، ترانه متن سریال افسانه شجاعان را خوانده و ترانه پایانی آنرا همراه با فی وونگ اجرا می‌کند. در ۲۰۰۱ همرا با مائو آمین که از خوانندگان زن مطرح چین است، آهنگ نهمین دوره بازیهای ملی کشور را می‌خواند. در ۲۰۰۲ یو لونگ، مدیر ارکستر فیلارمونیک چین از لیو خوان دعوت می‌نماید در مراسم اختتامیه پنجمین جشنواره بین‌المللی موسیقی پکن شرکت نماید. در ۲۰۰۳، جایزه یک عمر دستاورد هنری به لیو خوان اهدا می‌شود. در همین سال و پس از دریافت جوایز بهترین آلبوم پاپ و بهترین خواننده مرد به عنوان پرجایزه‌ترین موسیقیدان چینی شناخته می‌شود. در سوم ژوئیه ۲۰۰۷ کنسرتی را همراه با وارن ماک، خواننده تِنور هنگ کنگی و لیائو چنگ‌یونگ، دیگر خواننده مشهور اپرا، در تالار بزرگ خلق اجرا می‌کند.
در ۸ اوت ۲۰۰۸، لیو خوان آهنگ «من و تو» ∗ را همراه با خواننده زن انگلیسی سارا برایتمن، در مراسم افتتاحیه بازی‌های المپیک تابستانی ۲۰۰۸ پکن اجرا نمود.